# RWD-9
Die polnische RWD-9 ist ein leichtes Zivilflugzeug der 1930er Jahre. Das Kürzel RWD steht für das Konstruktionsteam Rogalski, Wigura und Drzewiecki.

## Entwicklung

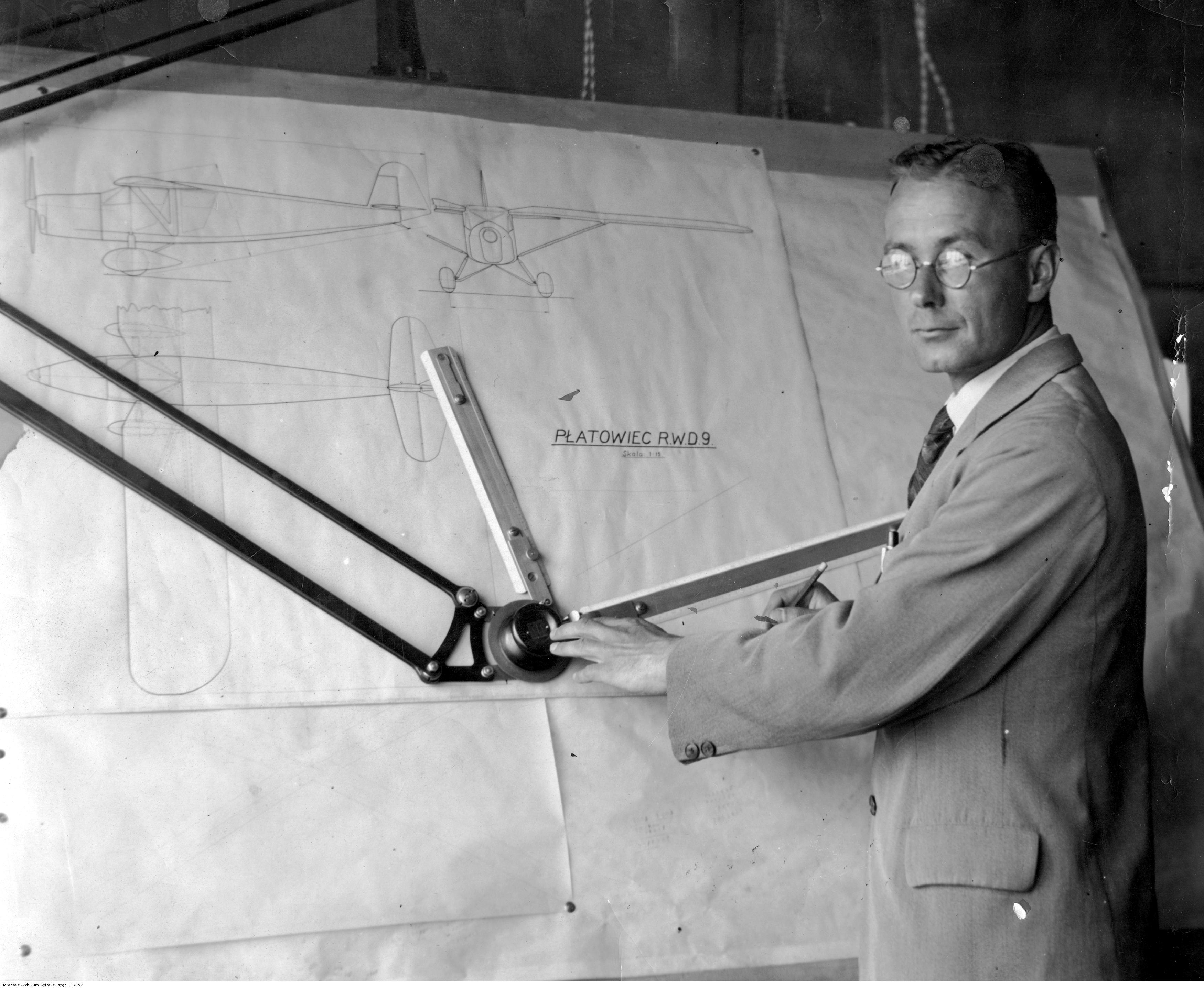
Jerzy Drzewiecki bei der Projektierung der RWD-9

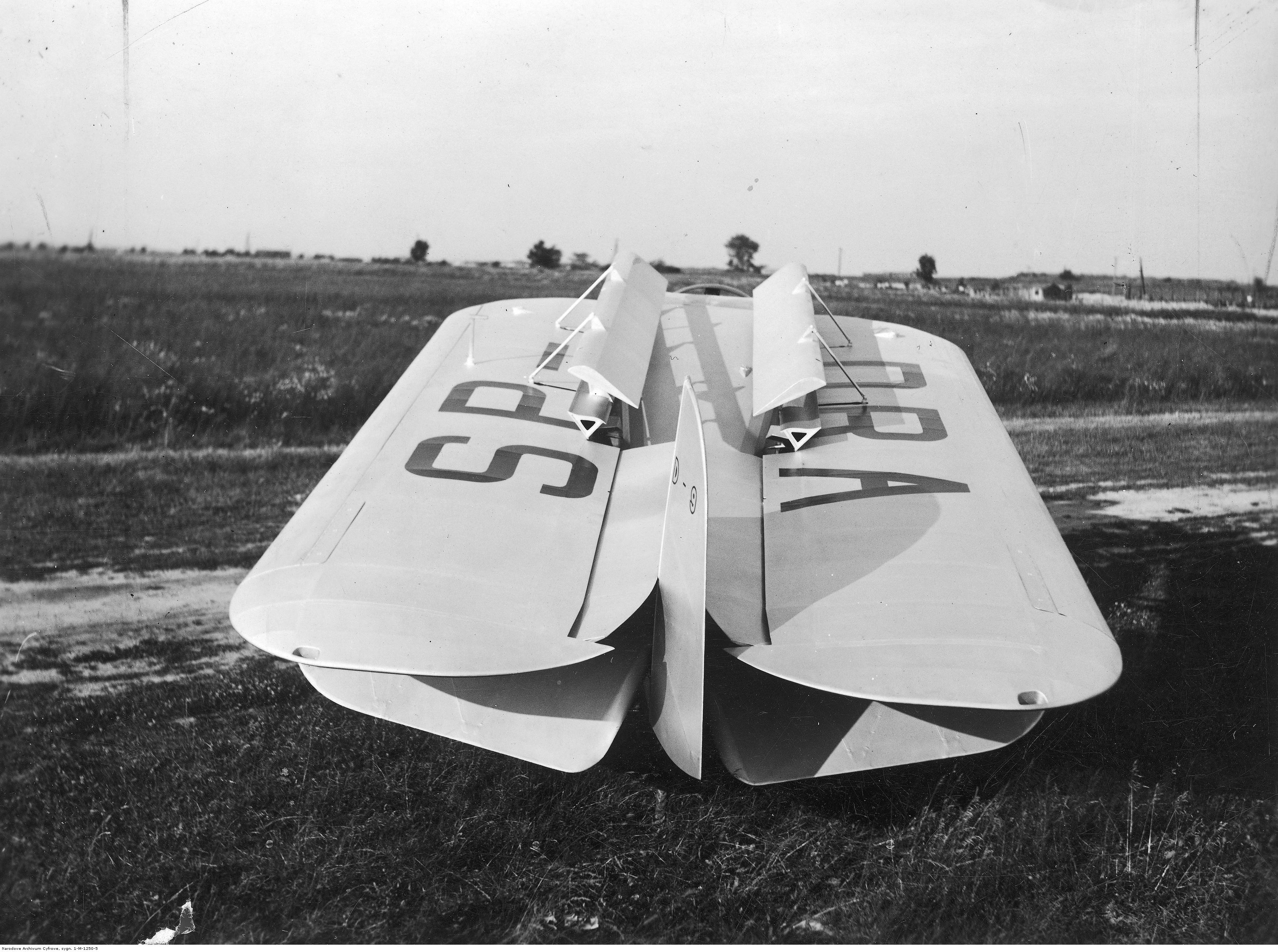
Mit beigeklappten Tragflächen beim Europarundflug 1934

Die RWD-9 wurde 1933 für die Teilnahme am Europarundflug von 1934 und als Nachfolger der RWD-6 entworfen, die im Vorjahr bei der Veranstaltung den 1. Platz belegen konnte. Es hatte sich aber herausgestellt, dass die Konstruktion der Tragflügel zu schwach ausgefallen war, weshalb eines der drei gebauten Exemplare schon bei den ersten Testflügen infolge Flügelbruchs verunfallt war. Knapp einen Monat nach dem Wettbewerb stürzte dann am 11. September 1932 eine zweite RWD-6 auf dem Weg von Warschau nach Prag ebenfalls nach Bruch des Flügels ab, wobei tragischerweise der siegreiche Pilot Franciszek Żwirko sowie das Mitglied der RWD-Konstruktionsgruppe Stanisław Wigura ums Leben kamen. Der  Bau der RWD-9, der von den Veranstaltungsorganisatoren und einem Gedenkausschuss für die beiden verunfallten Flieger mitfinanziert wurde, konzentrierte sich deshalb auf die Verstärkung des Tragwerks, das außerdem gemäß den Wettbewerbsanforderungen zur Verbesserung der Kurzstarteigenschaften noch mit Vorflügeln, Spaltklappen und Störklappen ausgerüstet wurde. Um bei der technischen Bewertung eine hohe Punktzahl zu erzielen, wurde die Tragflügel seitlich an den Rumpf klappbar gestaltet. Neben diesen Aspekten unterschied sich die RWD-9 von ihrer Vorgängerin hauptsächlich durch die Erhöhung der Anzahl der Sitze von zwei auf vier. Als Antrieb sollte ursprünglich der neue Škoda GR-760 aus tschechischer Produktion zur Anwendung kommen; da bei dessen Entwicklung aber Verzögerungen auftraten, wurde der Prototyp vorerst mit einem B-6S Buccaneer mit 198 kW (269 PS) versehen und der Škoda-Motor später nachgerüstet. Zusätzlich wurde für statische Tests noch ein Flugwerk angefertigt. Die Flugerprobung begann am 4. Dezember 1933 und wurde erfolgreich absolviert. Von der RWD-9 entstanden insgesamt acht Exemplare, die zu gleichen Teilen entweder mit dem GR-760 oder dem ebenfalls tschechischen Walter Bora mit 162 kW (220 PS) ausgerüstet und entsprechend ihrer Motorisierung als RWD-9S (für Škoda) oder RWD-9W (für Walter) bezeichnet wurden.
Die Teilnahme am Europarundflug wurde für die RWD-9 ein großer Erfolg. Vier von sechs teilnehmenden Piloten kamen in der Endwertung mit ihren Flugzeugen unter die ersten zehn; davon konnten Jerzy Bajan und Stanisław Płonczyński jeweils Platz 1 und 2 belegen. Auch beim technischen Wettbewerb war die RWD-9 siegreich und belegte die Plätze eins bis drei.
Ende 1938 wurde der Prototyp der RWD-9 für Testzwecke mit einem starren Bugradfahrwerk versehen und mit einem Reihenmotor Walter Major (97 kW (132 PS)) unter der Bezeichnung RWD-20 erprobt.

## Militärische Nutzer
SpanienSpanisch republikanische Luftwaffe
 SpanienSpanische Luftstreitkräfte – nach dem Bürgerkrieg

## Technische Daten

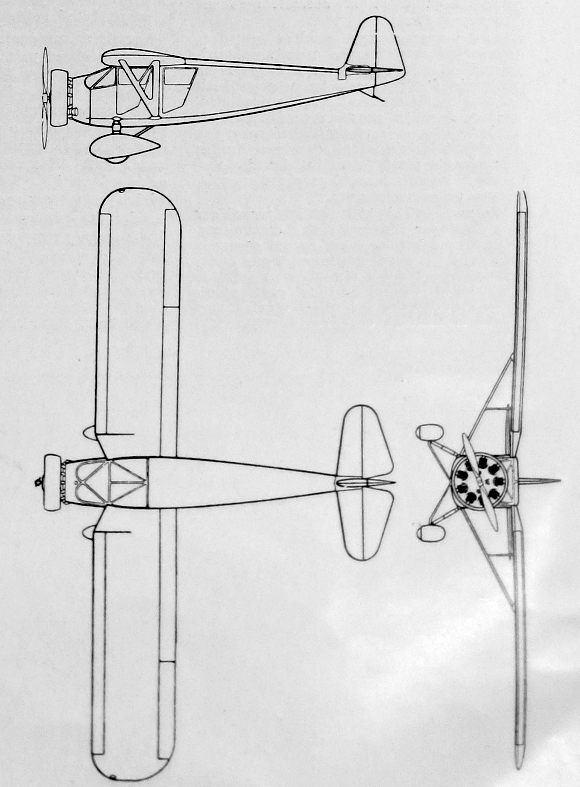
Dreiseitenansicht

| Kenngröße             | Daten                                     |
| --------------------- | ----------------------------------------- |
| Besatzung             | 2                                         |
| Passagiere            | 2                                         |
| Länge                 | 7,60 m                                    |
| Spannweite            | 11,64 m                                   |
| Höhe                  | 2,03 m                                    |
| Flügelfläche          | 16,00 m²                                  |
| Flügelstreckung       | 8,5                                       |
| Nutzlast              | 370 kg                                    |
| Leermasse             | 560 kg                                    |
| max. Startmasse       | 790 kg                                    |
| Antrieb               | ein luftgekühlter Sternmotor Škoda GR-760 |
| Leistung              | 213 kW (290 PS)                           |
| Höchstgeschwindigkeit | 281 km/h in Bodennähe                     |
| Reisegeschwindigkeit  | 255 km/h                                  |
| Dienstgipfelhöhe      | 7000 m                                    |
| Reichweite            | 800 km                                    |